# Carpinus putoensis
Carpinus putoensis — вид квіткових рослин з родини березових. Поширення: пд.-сх. Китай (Чжецзян).

## Біоморфологічна характеристика
Це дерево до 15 метрів заввишки; кора коричнево-сіра. Гілочки коричневі, рідко ворсинчасті. Ніжка листка 5–10 мм, рідко запушена. Листкова пластинка еліптична або широкоеліптична, 5–10 × 3.5–5 см, знизу рідко опушена, особливо вздовж середньої жилки та бічних жилок, борідчаста в пазухах бічних жилок, зверху рідко ворсинчаста в молодому віці, основа округла або широко клинувата, край нерівномірно і подвійно щетинкоподібно-пилчастий, верхівка гостра або загострена; бічних жилок 11–14 з кожного боку від середньої жилки. Жіноче суцвіття 3–8 × 4–5 см. Горішок широкояйцеподібний, ≈ 6 × 4 мм, голий, крім ворсинчастого на верхівці, іноді з рідкісними залозками, помітно ребристий. Цвітіння: травень і червень, плодіння: липень — вересень.

## Середовище
Населяє субтропічні широколистяні ліси; на висотах 200–300 метрів